# Esterzili
Esterzili település Olaszországban, Szardínia régióban, Cagliari megyében. Lakosainak száma 563 fő (2023. január 1.). Esterzili Escalaplano, Nurri, Orroli, Sadali, Ulassai és Seui községekkel határos.

## Népesség
A település lakossága az elmúlt években az alábbi módon változott:
| Lakosok száma | 646  | 635  | 563  |
|               | 2017 | 2018 | 2023 |